# Szentkirályi Alexandra
Szentkirályi Alexandra Éva (férjezett nevén Szalay-Bobrovniczky, Budapest, 1987. november 11. –) magyar jogász, politikus. 2014 és 2019 között Budapest főpolgármester-helyettese, 2020-tól 2024-ig a hazai kommunikációért és az országmárka kialakításáért felelős kormánybiztos, kormányszóvivő. A 2024-es budapesti önkormányzati választásokon visszalépéséig a Fidesz–KDNP főpolgármester-jelöltje. Jelenleg a Fidesz budapesti elnöke.
A közéletben 2019-ig asszonynevét (Szalay-Bobrovniczky Alexandra) használta.

## Élete, pályafutása
Jogi diplomáját a Pázmány Péter Katolikus Egyetem Jog- és Államtudományi Karán szerezte. Pályafutását a Fidelitasban kezdte. 
2007-2010 között a Fidelitas budavári csoportelnöke volt, 2009-től egy évig a Nézőpont Intézet munkatársa, ugyanebben az időben a Budapesti Értéktőzsde vendor kapcsolatokért felelős munkatársa. 2011-től a Design Terminal tanácsadó testületi tagja, 2010 és 2014 között képviselő volt a Fővárosi Önkormányzat Fidesz–KDNP frakciójában. 2012-től a Magyar Labdarúgó-szövetség budapesti igazgatósági tagja (BLSZ), 2011-től 2014-ig a BKK Közút Zrt. felügyelőbizottságának elnöke, 2010-2012 között a Budapesti Dísz- és Közvilágítási Kft., 2010 és 2012 között a Fővárosi Közterületfenntartó Zrt. felügyelőbizottsági tagja volt.
2014-ben részt vett Tarlós István főpolgármester-jelölti kampányában, majd november hetedikétől 2019-ig Budapest humán ügyekért felelős főpolgármester-helyettese volt, azaz a kulturális, oktatási, szociál- és ifjúságpolitikai, sport-, környezetvédelmi, turisztikai és arculati feladatokat felügyelte.
Orbán Viktor 2020. január 1-étől 2021. december 31-ig Hollik István utódjaként a hazai kommunikációért felelős kormánybiztossá nevezte ki.
A 2024-es önkormányzati választáson főpolgármester-jelöltként indult a Fidesz–KDNP színeiben. Noha a kampány során többször egyértelműen kijelentette, hogy nem tervez visszalépni és ezt a Fidesz sajtóosztálya „hírlapi kacsának” minősítette, két nappal a választás előtt június 7-én bejelentette, hogy visszalép Vitézy Dávid javára, és a Fidesz-KDNP fővárosi listájának vezetőjeként folytatta a kampányt. A főpolgármester-jelölti kampányának csak az online jelenléte legalább 104 millió forintba került. A visszalépés miatt 1 millió 364 ezer szavazólapon kellett áthúzni Szentkirályi nevét.
Angol és német középfokú nyelvvizsgája van.
2024. szeptember 25-én átvette a fővárosi listás képviselői mandátumát.

## Családja
Férje Szalay-Bobrovniczky Kristóf honvédelmi miniszter, volt londoni nagykövet, a Századvég tulajdonosa.